# Światoszyn (gmina)
Światoszyn – dawna gmina wiejska istniejąca na przełomie XIX i XX wieku w guberni suwalskiej. Siedzibą władz gminy był Światoszyn (lit. Paežerėliai), a następnie Kruki.
Za Królestwa Polskiego gmina Światoszyn należała do powiatu władysławowskiego w guberni suwalskiej (od 1867).
Po odzyskaniu niepodległości przez Polskę i Litwę powiat władysławowski na podstawie umowy suwalskiej wszedł 10 października 1920 w skład Litwy.